# Algeravtalet
Algeravtalet undertecknades den 6 mars 1975 i staden Alger i Algeriet av den iranske shahen Mohammad Reza Pahlavi och Iraks vicepresident Saddam Hussein. I Alger-avtalet fastslogs att gränsen mellan länderna skulle gå vid Shatt al-Arab (Arvand Rud) och i utbyte skulle Iran sluta stötta Mustafa Barzani och de kurdiska rebellerna i norra Irak med militär utrustning och finansiering.

## Avtalet
Irak krävdes att överge sina anspråk på arabisktalande områden i provinsen Khuzestan i Iran. De två länderna var skyldiga att förbinda sig att upprätthålla en nära och effektiv gränsövervakning och att upphöra varje angrepp på den andras territorium. Iran var därför tvungen att upphöra med stödet till kurderna. Båda länderna kom överens om att vara goda grannar. Texten lyder att ett brott mot en del av avtalet "motsäger andan i Algeröverenskommelsen."
Irak medgav motvilligt territoriet till Iran på grund av behovet av att avsluta det kurdiska kriget och för att avsluta våldet nära Shatt al-Arab (Arvand Rud) med Iran. Gränsen mellan de två nationerna justerades till Irans fördel.
Den 13 juni 1975 undertecknades ytterligare ett fördrag i Bagdad av Iraks och Irans utrikesministrar. Det lade till detaljer till överenskommelser om konfliktlösning och fastställande av gränsen och eventuella ändringar. Fördraget kallas "Iran-Iraq: Treaty on International Borders and Good Neighbourly Relations".

## Efterföljder
Olika territoriella krav och dispyter om rätten att färdas på floden mellan dessa två länder var faktorer som ledde till krig mellan länderna. Mindre än sex år efter undertecknandet av fördraget, den 17 september 1980, upphävde Irak fördraget och inledde en fullskalig invasion av Iran den 22 september 1980. Iran-Irak-kriget var ett av 1900-talets längsta krig.